# 1056 Azalea
1056 Azalea là một tiểu hành tinh vành đai chính được phát hiện bởi Karl Wilhelm Reinmuth ngày 31 tháng 1 năm 1924.
JPL Small Body Database Entry